# Patissa curvilinealis
Patissa curvilinealis là một loài bướm đêm trong họ Crambidae.